# Нинуа, Сергей
Сергей Нинуа (1913 — неизвестно) — советский футболист, нападающий.

## Биография
Сергей Нинуа родился в 1913 году.
Играл в футбол на позиции нападающего. В 1937—1940 годах выступал за тбилисский «Локомотив». В сезоне-37 в группе «В» провёл 4 матча, забил 3 мяча. В сезоне-38, в котором «Локомотив» был допущен в группу «А», забил 9 голов. После вылета тбилисцы провели чемпионат 1939 года в группе «Б», где Нинуа забил 3 мяча в 13 поединках. В сезоне-40 в группе «А», куда «Локомотив» вышел по спортивному принципу, в 17 матчах забил 4 гола.
В 1941 году перешёл в выступавший в группе «А» харьковский «Спартак». До начала Великой Отечественной войны, когда розыгрыш был остановлен, провёл 9 игр, забил 2 мяча.
После войны возобновил игровую карьеру. В 1948—1949 годах защищал цвета кутаисского «Динамо». В 1950 году играл в классе «А» за тбилисский «Спартак», забил 1 мяч в 5 поединках.
В элитном эшелоне чемпионата СССР всего провёл более 31 матча, забил 16 мячей.
О дальнейшей жизни данных нет.